# Ярроу, Арнольд
Арнольд Ярроу (англ. Arnold Yarrow; 17 апреля 1920, Лондон — 9 декабря 2024, Херн-Бей, Кент) — английский актёр, сценарист и писатель, наиболее известный своей ролью каменщика-еврея Бенни Блума в телесериале «Жители Ист-Энда».

## Биография
Экранная карьера Ярроу началась в 1956 году.
Поклонникам сериала «Доктор Кто» Арнольд известен благодаря своему исполнению роли Беллала, лидера группы экссилонцев-беглецов, в серии 1974 года «Смерть далекам». После ухода из жизни Эрла Кэмерона 3 июля 2020 года Ярроу стал самым старым из ныне живущих актёров, появившихся в «Докторе Кто». Ранее он стал четвёртым исполнителем, связанным с франшизой, который перешагнул 100-летний рубеж, вслед за Зохрой Сехгал, Олафом Пули и Кэмероном.
Среди других появлений на телевидении — роли в сериалах «Крейн», «Отряд призраков», «Улица Коронации», «История болезни доктора Финли», «Линия Онедина» и «Пылающий Лондон», а также роль в фильмах «Малер» и «Сын Розовой пантеры».
Автор ряда литературных романов и сценариев, некоторые из которых были экранизированы на британском ТВ.
Ярроу жил в Херн-Бей, графство Кент. В апреле 2020 года ему исполнилось 100 лет.

### Смерть
Арнольд Ярроу умер 9 декабря 2024 года на 105-м году жизни. В возрасте 104 лет и 236 дней он считается самым долгоживущим актёром, когда-либо игравшим в сериале, и одним из шести актёров, достигших возраста 100 лет.